# Itoplectis winnieae
Itoplectis winnieae là một loài tò vò trong họ Ichneumonidae.